# 丁鸞翔
丁鸞翔（越南语：／；1886年—？年），越南阮朝官員。

## 生平
丁鸞翔是乂安省演州府瓊瑠縣青圓總玉兌村（今属乂安省瓊瑠縣瓊伯社）人，同慶元年（1886年）出生。維新九年（1915年），參加乂安場鄉試，考中舉人。啟定元年（1916年），會試中格，庭試考中三甲同進士出身。歷任吏部承派、大祿知縣、廣寧一項知府、禮儀部佐理、司法部侍郎。

## 榮譽
保大十六年（1941年），丁鸞翔獲得四項龍佩星。